# Reichsluftschutzschule

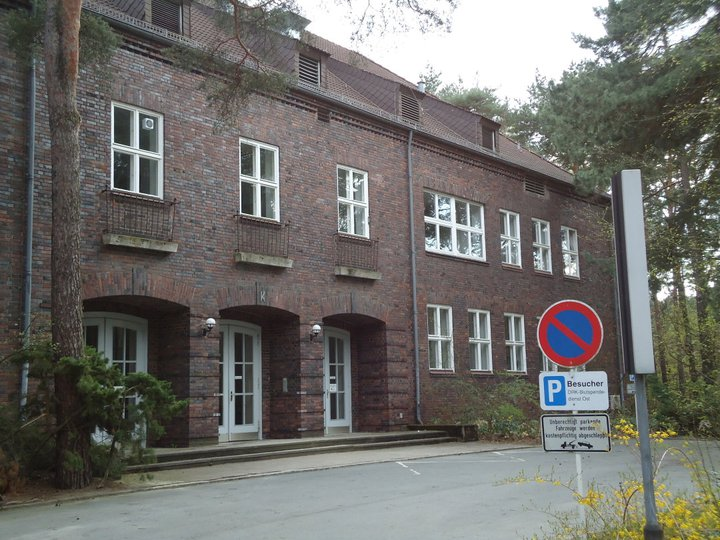
Gebäude der ehem. Reichsluftschutzschule, 2011

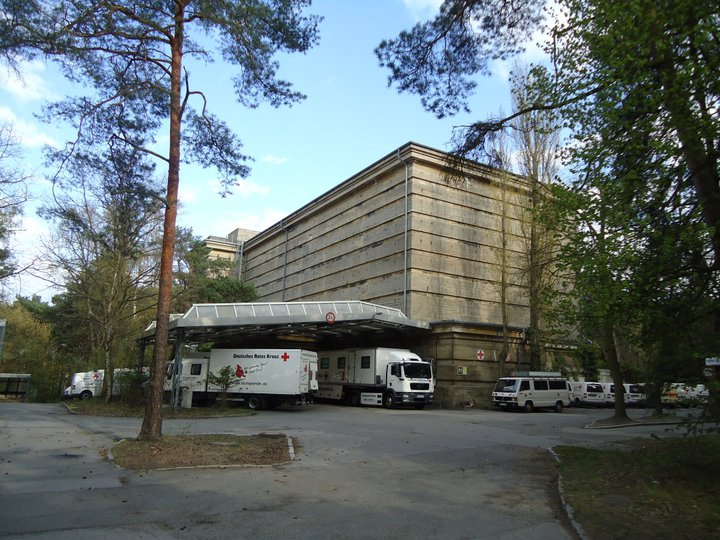
Hochbunker Heckeshorn auf dem Gelände der ehem. Reichsluftschutzschule, 2011

Die Reichsluftschutzschule ist ein Gebäudeensemble in Heckeshorn am Ende der Straße Am Großen Wannsee (Hausnummern 77/80) im Ortsteil Wannsee des Bezirks Steglitz-Zehlendorf von Berlin.
Das Gebäude wurde vom Architekten Eduard Jobst Siedler 1938/39 entworfen. Hier sollten Luftschutzwarte aus dem ganzen Deutschen Reich geschult werden. Zur Tarnung wurde die Reichsluftschutzschule nicht im Stil einer typischen Kaserne, sondern eher wie eine gediegene Wohnsiedlung gebaut. Bei den Planungen wurde vermutlich auf die vorhandene Waldlandschaft Rücksicht genommen. Nur ein kasernentypischer Großbau – ein Hochbunker – wurde gebaut. Man verteilte auf dem weitläufigen Grundstück (490.000 m²) in locker gestreuter Form zweigeschossige Unterkünfte, Schul- und Hörsäle, Verwaltung und Garagen. Hermann Göring weihte im Mai 1939 das Gelände mit einer pompösen Feier ein.
Für die Fassaden der Gebäude verwendete Siedler rötlich-braunen Klinker. Jedes Haus erhielt eine zurückhaltende Backsteinornamentik mit Gesimsbändern und vorkragenden Backsteinbändern. An den Eingängen erkennt man quer zur Quaderung erhaben eingesetzte Klinker in Form von Dreiecken (Beispiel: Haus H).
Nach dem Zweiten Weltkrieg errichtete man in den unversehrt gebliebenen Bauten zunächst eine Heilanstalt für Tuberkulose-Kranke, die später zur Lungenklinik Heckeshorn (jetzt Helios Klinikum Emil von Behring, Lungenklinik Heckeshorn, seit 2007 in der Walterhöferstrasse 11) wurde. Hier wirkte unter anderem der Pneumologe Karl Ludwig Radenbach, ein Pionier der Tuberkuloseforschung.